# Поверхность текучести
Поверхность текучести или поверхность пластичности или поверхность нагрузки (англ. yield surface) — графическое представление условия проявления пластичности (предела текучести) в виде поверхности (цилиндра, призмы, конуса и т. п., в зависимости от вида критерия, положенного в основу условия) в пространстве главных напряжений {\displaystyle \sigma _{1},\sigma _{2},\sigma _{3}} ось которой одинаково наклонена к координатным осям.

## Пространство главных напряжений
Пространство напряжений определяется системой координат, в которых степени расстояний вдоль их осей берутся значения напряжений. В пространстве главных напряжений (пространстве Хейга — Вестергаарда, англ. Haigh–Westergaard stress space) по осям координат откладываются главные значения тензора напряжений (главные напряжения). Каждая точка такого пространства соответствует некоторому напряженному состоянию. Радиус-вектор любой точки {\displaystyle P(\sigma _{1}}, {\displaystyle \sigma _{2}}, {\displaystyle \sigma _{3})} пространства может быть разложен на две компоненты, расположенные вдоль прямой, одинаково наклонена к осям координат и проходит через их начало и в плоскости, перпендикулярной к этой прямой (эта плоскость носит название π-площадь или девиаторная плоскость). Компонента, направленная вдоль оси, для которой выполняется условие {\displaystyle \sigma _{1}=\sigma _{2}=\sigma _{3}}, представляет гидростатическое давление, а компонента в π-площади — девиаторную часть напряжения, описывается уравнением {\displaystyle \sigma _{1}+\sigma _{2}+\sigma _{3}=0}.

## Определение поверхности текучести
В пространстве напряжений при достижении предела текучести определяют некоторую поверхность которая носит название поверхности текучести. Если принять, что условие текучести не зависит от гидростатического напряжения всестороннего сжатия (давления), то соответствующие поверхности текучести будут иметь форму цилиндрической поверхности, с образующей, параллельной центральной оси. Точки пространства напряжений, лежат внутри цилиндрической поверхности текучести, соответствуют упругому состоянию, а точки, лежащие на этой поверхности, представляют начальное пластическое напряженное состояние. Координаты каждой точки поверхности текучести дают сочетание главных напряжений, и называется началом пластической деформации. Пересечения этой поверхности плоскостями представляет собой кривую текучести.
Продолжение нагрузки после достижения начального предела текучести приводит к пластической деформации, которая может сопровождаться изменением начальной поверхности текучести. Если материал считается идеально пластичным, то поверхность текучести его в процессе пластической деформации не меняется и начальное условие пластичности сохраняется. С увеличением предела текучести σТ, например вследствие укрепления, поверхность текучести расширяется.